# Paracoeria orobena
Paracoeria orobena là một loài bướm đêm trong họ Noctuidae.